# William Cart
Pour les articles homonymes, voir Cart (homonymie).
William Cart, né le 5 novembre 1846 à Morges et mort le 9 décembre 1919  à Lausanne, est un enseignant vaudois.

## Biographie
William Cart passe son baccalauréat à Francfort et son doctorat en philosophie à Berlin en 1868. En 1869-1870, il travaille comme secrétaire de la Bibliothèque de la Sorbonne à Paris. Rentré au pays, il est professeur de littérature grecque, latine et allemande à l'Académie et au gymnase cantonal en 1870 et 1874, puis au collège Galliard entre 1874 et 1898 et ensuite à l'école Vinet.
Passionné d'histoire, il est l'un des fondateurs de Pro-Aventico (1885) dont il rédige le Bulletin durant plusieurs années. Amateur éclairé de musique, auteur d'une étude remarquée sur Jean-Sébastien Bach (1885), il préside le Conservatoire de musique de Lausanne et collabore à l'Association du Théâtre du Jorat pour la création, entre autres, des opéras d'Orphée et de Guillaume Tell.
En 1921, un subside de la Société académique vaudoise permet d'acheter sa bibliothèque qui est intégrée à la Bibliothèque de la Faculté des lettres.

## Sources
- « William Cart », sur la base de données des personnalités vaudoises sur la plateforme « Patrinum » de la Bibliothèque cantonale et universitaire de Lausanne.
- Dossier ATS/ACV
- Marc Kiener, Dictionnaire des professeurs de l'Université de Lausanne (1537-1890), Lausanne, 2005 photographie F. De Jongh, Lausanne Patrie suisse, (A. B.) 1919, no 685, p. 303
- In memoriamLausanne : Impr. Réunies, [1919], 6 p.